# Ria Damgren Nilsson
Maria ”Ria” Damgren Nilsson, född 4 februari 1969 i Sundsvall, är en svensk idrottsledare, ledamot av Sveriges Olympiska Kommitté sedan 2011 och International Triathlon Unions styrelse sedan 2002 och var 2002–2005 även ledamot av European Triathlon Unions styrelse.
Ria Damgren Nilsson är styrelseledamot i Svenska Triathlonförbundet sedan 1996. Hon var ansvarig för tävlingskommittén 1998–2001 och mediaansvarig vid World Cup i Stockholm 1997. Vidare var hon vice ordförande 2000–2001 samt 2008–2010. Hon valdes till ordförande för Svenska Triathlonförbundet 2001–2007 och omvaldes 2010.
Ria Damgren Nilsson har även varit tävlingsledare för Göteborg Triathlon, samt sekreterare i klubben Triathlon Väst.
Ria Damgren Nilsson har en idrottslig bakgrund med meriter på distriktsnivå i simning och orientering.
Ria Damgren Nilsson var 1986–1987 utbytesstudent i Tampa i Florida. Hon har en examen inom media och masskommunikation från Göteborgs universitet och arbetar civilt på Volvo Personvagnar AB.